# Чампотон
Чампото́н (исп. Champotón) — город в Мексике, в штате Кампече, входит в состав одноимённого муниципалитета и является его административным центром. Численность населения, по данным переписи 2020 года, составила 35 799 человек.

## Общие сведения
Название Champotón происходит от майяских слов Chakán и Putum, что можно перевести как местность саванны.
Поселение было основано в 1538 году конкистадором Франсиско де Монтехо под названием Сан-Педро-Чампотон, а ближайшие деревни племён майя стали энкомьендами Испанской короны. Чуть позже название было изменено на Саламанка-де-Чампотон.
В 1546 году началась разработка плантаций сахарного тростника, а индейцев заставили на них работать. Индейцы к такому труду были не готовы, и многие погибли от побоев на плантациях. Для работ на плантациях англичане и португальцы начали завозить рабов из Африки, а в Чампотоне заработал рынок рабов.
1 мая 1852 года Чампотону был присвоен статус вильи.
19 ноября 1863 года французские войска попытались захватить Чампотона, но расквартированные там отряды дали французам решительный отпор.
7 ноября 1957 года Чампотону был присвоен статус города.

## Население
| Год  | Численность | Численность |
| ---- | ----------- | ----------- |
| 2000 | 23 035      | [ 5 ]       |
| 2005 | 27 235      | [ 6 ]       |
| 2010 | 30 881      | [ 7 ]       |
| 2020 | 35 799      | [ 8 ]       |